# El Órgano
El Órgano är en ort i Mexiko.   Den ligger i kommunen Carrillo Puerto och delstaten Veracruz, i den sydöstra delen av landet, 280 km öster om huvudstaden Mexico City. El Órgano ligger 156 meter över havet och antalet invånare är 113.
Terrängen runt El Órgano är platt. Runt El Órgano är det ganska tätbefolkat, med 65 invånare per kvadratkilometer. Närmaste större samhälle är Rancho Nuevo, 5,7 km sydväst om El Órgano. Omgivningarna runt El Órgano är en mosaik av jordbruksmark och naturlig växtlighet.